# Мордалевич Юліан Арсентійович
Юліа́н Арсе́нтійович Мордале́вич (* 6 травня (лютого?) 1896, с. Забілоччя, Радомисльський повіт, Київська губернія) — український військовий діяч, підполковник Армії УНР.

## Біографічні відомості
Народився 1896 року в селі Забілоччя (тепер Радомишльський район). Батьки — незаможні селяни, суспільний стан відповідно до Всеросійського перепису населення 1897 р. — «Мещане Коростышевского мещанского общества».
| Змалку ще коли землі в нас майже не було, працював з сім'єю на панських та куркульських землях за жалюгідну пайку. Батько приробляв дещо столярством. Його старанням і мушу завдячувати за свою підготовку та вступ до Коростишівської семінарії, в котрій аж до закінчення її курсу користувався стипендією[2]. |
Навчався в Коростишівській вчительській семінарії котру успішно закінчив 1916 року.
Тоді ж Мордалевич був направлений на курси у Київську військову школу та закінчив її прискорений курс того ж року у званні прапорщика. Спочатку був молодшим старшиною 223-го запасного піхотного полку у Катеринославі, а через півроку вже був на Румунському фронті у складі 272-го Ідовського полку.
Перед початком революції Мордалевич командував кавалерійською сотнею. У російській імператорській армії дослужився до звання поручика. З початком активної українізації частин Румунського фронту з'явилась загальнофронтова українська військова організація, яка обрала Юліана Мордалевича делегатом на I Всеукраїнський військовий з'їзд у Києві від 272-го полку. На з'їзді, який працював 18 — 21 травня 1917 р., Мордалевич, за одними даними, вступає до партії соціалістів-революціонерів, хоча пізніше він свідчитиме, що у партії есерів був ще з початку Лютневої революції, тобто з березня 1917 року.
У кінці січня 1918 більшовики проголошують у Радомишлі радянську владу, помічником повітового комісара працює Юліан Мордалевич. За Директорії — помічник повітового комісара.
1 листопада 1919 засновує Радомишльський районний повстанський комітет. Очолює кінний повстанський загін, який у липні 1920 року успішно воював і паралізував роботу органів радянської влади Радомишльщини. Підтягнуті свіжі сили Червоної армії унеможливили подальшу боротьбу загону Мордалевича і він пробивається на захід, щоб повернутися у 1921 році й продовжити боротьбу.
| ..пам'ятуйте, що лад і спокій, якого ви так бажаєте, залежить більше від вас самих. Пора зрозуміти також, що громадянська байдужість є велика шкода для держави[4]. |
В часі підготовки до Другого зимового походу призначений командуючим Північним фронтом повстанських сил Правобережної  України. 12 квітня 1921 розпорядженням Петлюри — голова Радомишльського українського повстанського комітету, повстанського відділу ім. Івана Мазепи. 24 травня призначений командувачем Другої повстанської групи військ. Осередки Радомишльського повстанкому швидко поширили свою діяльність і на територію Київщини та Поділля. На території Житомирщини діяли загони, які підпорядковувалися загалом командиру другої повстанської групи Мордалевичу — отаманів Струка (Радомишльський повіт), Лисиці (Коростень і навколишні села), Бабича (Попільня, Паволоч, Верхівня).
Політика радянської влади викликала невдоволення народу, мовчазне чи відкрите. В 1921 році навколо Радомишля було знищено місцеві органи влади, на що у відповідь влада почала діяти системою заручників, за невидачу повстанців розстрілювали цілі сім'ї. ЧК вийшло на сліди ЦУПКОМу, почалися повальні арешти. Мордалевич почав вести переговори з радянською владою. 12 червня в місто Брусилів Житомирського повіту до штабу 14-го полку РСЧА «з'явився з повинною» отаман Мордалевич зі своїми вояками. 29 червня 1921, вже перебуваючи на легальному становищі, написав «відозву» до повстанців із закликом скласти зброю, опубліковану республіканською пресою. Даний заклик на тлі постійного затягування планованого наступу українських сил мав великий деморалізуючий вплив.
Згідно з деякими даними, йому вдалося виїхати в Чехословаччину. Після того як Мордалевич знищив повстанський рух, зрадивши своїх вояків, і віддавши їх в руки каральних органів, він перебирається до Польщі, де міняє прізвище на Головацький. А потім перебирається до Праги, де спочатку навчався в Українському університеті. В Празі Головацький/ Мордалевич спочатку спілкувався з колишніми українськими повстанцями, котрі проживали в Празі, але невдовзі залишив навчання в Українському університеті, перестав підтримувати зв'язки з українцями і вступив до Празького університету, де навчався на філологічному факультеті. Невдовзі одружився з чешкою і таким чином отримав громадянство. А після закінчення університету працював у Закарпатті, яке на той час було у складі Чехословаччини. За свідченнями деяких повстанців Мордалевич у студентські роки кожного місяця навідувався до радянського консулату, що дає підстави про його співпрацю з радянськими спецслужбами.

## Вшанування пам'яті
Про Мордалевича вийшла книга «Бунт и смирение атамана Мордалевича» / В. Попик, Г. Крымчук. — К. : УкрНИИНТИ, 1991. — 116 с.